# Convento dos Franciscanos e Igreja de Nossa Senhora da Conceição

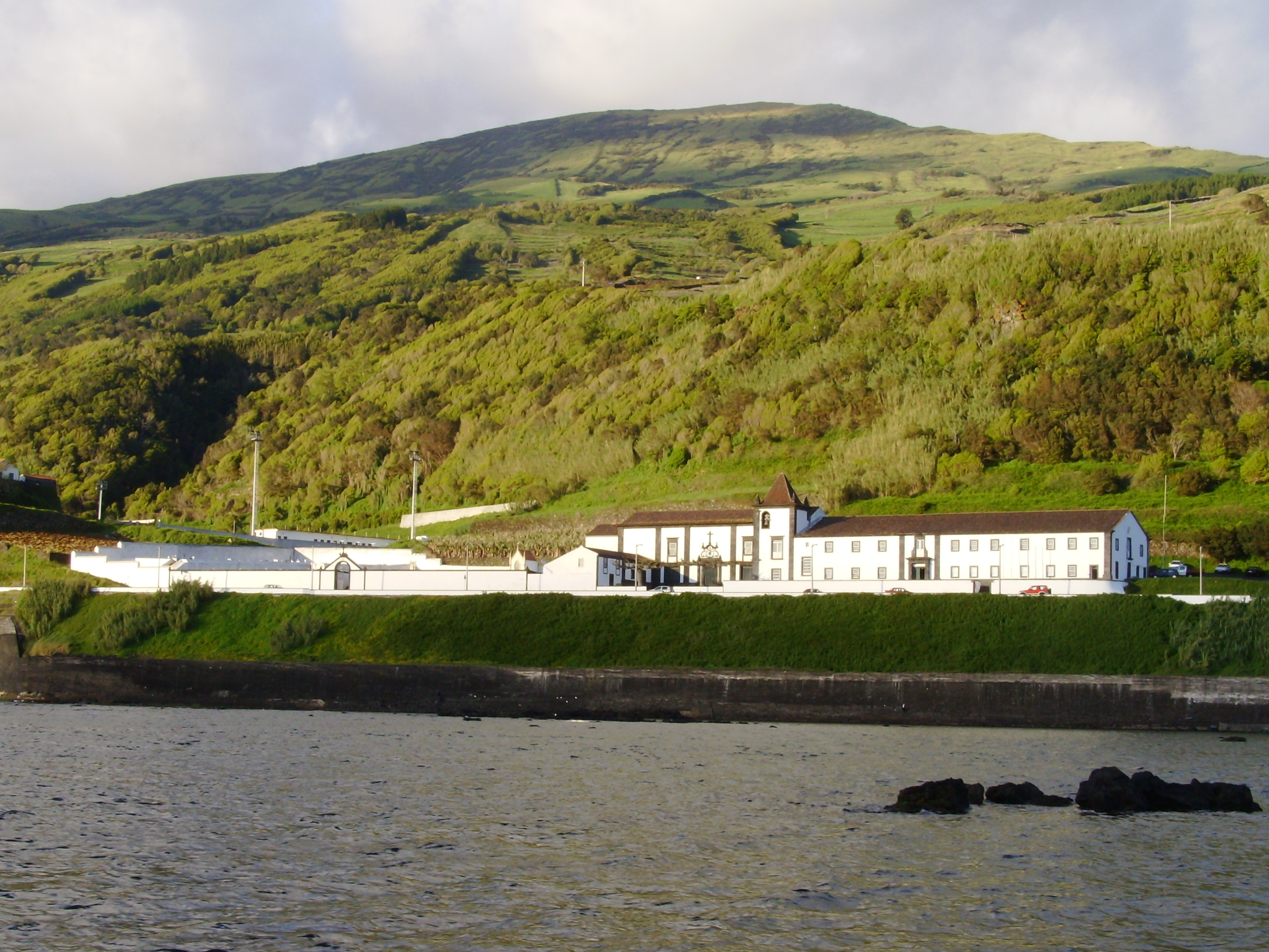
Convento de São Francisco e Igreja da Conceição, Lajes do Pico.

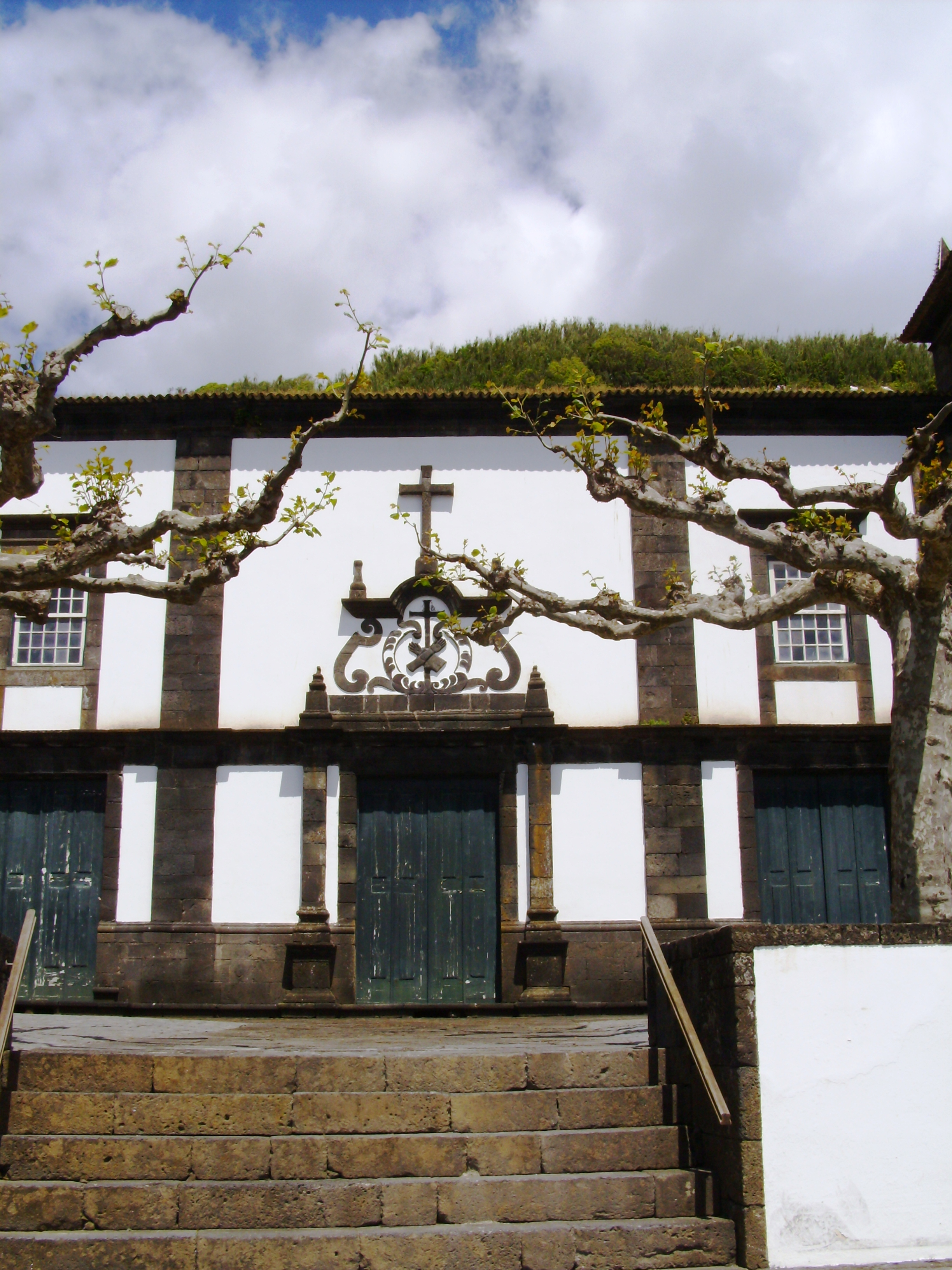
Convento de São Francisco e Igreja da Conceição: aspecto da entrada.

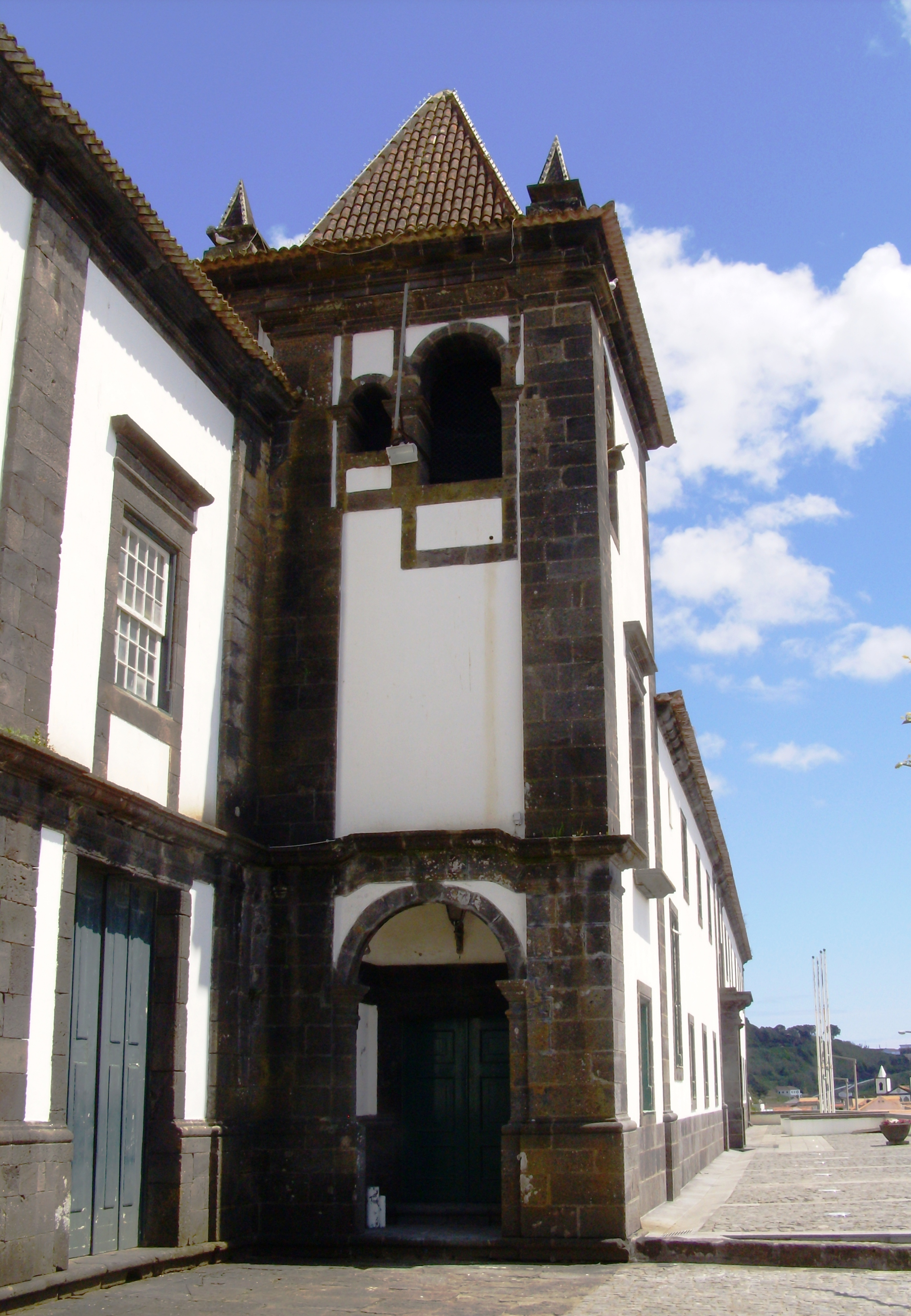
Convento de São Francisco e Igreja da Conceição: aspecto da torre.

O Convento dos Franciscanos e Igreja de Nossa Senhora da Conceição localizam-se na freguesia e Município das Lajes do Pico, na ilha do Pico, nos Açores.
O conjunto é composto pelo antigo convento da Ordem dos Frades Menores com igreja anexa, datado dos séculos XVII/XVIII. Atualmente, encontra-se em estado de conservação razoável, nele se encontrando instalados os serviços da Câmara Municipal da Polícia de Segurança Pública e das Finanças.

## História
De acordo com a tradição local, uma senhora de nome Mor Pereira fundou, numa propriedade que possuía nos limites da vila das Lajes do Pico, uma ermida sob a invocação de Nossa Senhora da Conceição para cobrir o local onde havia sido sepultado o pai, falecido em condições que impediam o corpo de ter sepultado em solo sagrado.
Posteriormente, em 1629, junto a essa ermida, foi fundado o convento dos franciscanos.
Frei Diogo das Chagas regista, entretanto, que "...o convento dos frades nossos se fundou em Agosto de 1641 em uma ermida de Nossa Senhora da Conceição tão grande e formosa, e de tão boas paredes, que, alevantada mais 5 palmos em roda, ficou servindo de igreja."
Um século mais tarde, em 1768, o convento foi ampliado. Uma nova igreja, construída pelo lado norte, transformou-se em um dos mais belos templos da ilha, onde se destacavam os trabalhos em talha dourada nos retábulos, possuindo já os ornamentos de praxe: vasos sagrados, lâmpada de prata, coroas e resplendores em todas as imagens.
No século XIX, em uma noite de Fevereiro de 1830 um violento incêndio consumiu o interior da igreja e todo o seu precioso recheio. Dois anos mais tarde, os conventos foram extintos no país pelo Decreto de 17 de maio de 1832.
As dependências do convento foram entregues interinamente pela Junta do Crédito Público à Câmara Municipal, em 3 de janeiro de 1840, para nelas serem estabelecidas as Repartições Públicas.
No século XX foram objeto de intervenção de conservação e restauro, por iniciativa da Câmara, em 1947.
A igreja da Conceição serviu de paroquial desde 1902, conforme Provisão do Governador do Bispado datada de 16 de janeiro daquele ano, funções que exerceu até à inauguração da nova Matriz (28 de maio de 1967). Bastante danificada pelo sismo de 1998, sofreu a seu turno, também, intervenção de consolidação e restauro. Atualmente, nela está instalado o Museu Missionário.
O conjunto encontra-se classificado como Imóvel de Interesse Público pela Resolução n.º 28/80, de 29 de Abril.

## Características
O conjunto do convento e da igreja, sob a invocação de Nossa Senhora da Conceição, erguem-se em plano superior em relação à estrada regional, sendo o acesso ao adro feito por escadas.
No coro pequeno da igreja existia um órgão, hoje instalado na Igreja Matriz.